# دايفيد هوبرمان
دايفيد هوبرمان (بالإنجليزية: David Hoberman)‏ هو منتج أفلام أمريكي، ولد في 1953.

## وصلات خارجية
- دايفيد هوبرمان على موقع IMDb (الإنجليزية)
- دايفيد هوبرمان على موقع ألو سيني (الفرنسية)
- دايفيد هوبرمان على موقع أول موفي (الإنجليزية)
- دايفيد هوبرمان على موقع بوكس أوفيس موجو (الإنجليزية)
- دايفيد هوبرمان على موقع قاعدة بيانات الأفلام السويدية (السويدية)
- دايفيد هوبرمان على موقع قاعدة بيانات الفيلم (الإنجليزية)
- دايفيد هوبرمان على موقع كينوبويسك (الروسية)